# 11690 Керодулені
11690 Керодулені (11690 Carodulaney) — астероїд головного поясу, відкритий 20 березня 1998 року.
Тіссеранів параметр щодо Юпітера — 3,597.